# Wallnerspitze
Wallnerspitze är en bergstopp i Antarktis. Den ligger i Östantarktis. Norge gör anspråk på området. Toppen på Wallnerspitze är 1 429 meter över havet.
Terrängen runt Wallnerspitze är varierad. Trakten är obefolkad. Det finns inga samhällen i närheten. 